# Carmen (film, 1983)
Pour les articles homonymes, voir Carmen.
Pour plus de détails, voir Fiche technique et Distribution.
Carmen est un film espagnol réalisé par Carlos Saura, sorti en 1983.

## Synopsis
Un groupe de danseurs de flamenco met en scène une version très hispanisée de l'œuvre de Prosper Mérimée et de l'opéra de Georges Bizet. Durant les préparations et l'exécution de l'œuvre, Antonio, le chorégraphe, tombe amoureux de Carmen qui en est la danseuse principale. L'œuvre dansée et la vie réelle commencent alors à se mêler.

## Fiche technique
- Titre original : Carmen
- Réalisation : Carlos Saura
- Scénario : Carlos Saura, Antonio Gades, d'après la nouvelle éponyme de Prosper Mérimée
- Direction artistique : Félix Murcia
- Costumes : Teresa Nieto
- Photographie : Teo Escamilla
- Son : Carlos Faruolo, José Vinader
- Montage : Pedro del Rey
- Musique : Paco de Lucía, Georges Bizet
- Chorégraphie : Antonio Gades, Carlos Saura
- Production : Emiliano Piedra
- Société de production : Emiliano Piedra, Televisión Española
- Pays d’origine :  Espagne
- Langue originale : espagnol
- Format : couleur (Eastmancolor) — 35 mm — 1,66:1 — son Mono
- Genre : Drame, Film musical
- Durée : 102 minutes
- Date de sortie :
  - Espagne : 6 mai 1983

## Distribution
- Laura del Sol : Carmen
- Antonio Gades : Antonio
- Paco de Lucía : Paco
- Marisol : Pepa Flores
- Cristina Hoyos : Cristina
- Juan Antonio Jiménez : Juan
- José Yepes : Pepe Girón
- Sebastián Moreno : Escamillo
- Gómez de Jerez : Chanteur
- Manolo Sevilla : Chanteur
- Antonio Solera : Guitariste
- Manuel Rodríguez : Guitariste
- Lorenzo Virseda : Guitariste
- M. Magdalena : Artiste invité
- La Bronce : Artiste invité

## Distinctions

### Récompenses
- Festival de Cannes 1983
  - Prix de la Contribution artistique
  - Grand prix de la commission supérieure technique
- BAFTA 1985 : Meilleur film en langue étrangère

### Nominations et sélections
- Festival de Cannes 1983 : Sélection officielle, en compétition pour la Palme d'or
- Oscars 1984 : Nomination pour l'Oscar du meilleur film en langue étrangère
- Césars 1984 : Nomination pour le César du meilleur film étranger